# إريكا سما
إريكا سما (باليابانية: 瀬間詠里花) مواليد 24 نوفمبر 1988 في طوكيو، هي لاعبة كرة مضرب يابانية وتحتل حالياً المرتبة رقم. 181 (يناير 9, 2014) في تصنيف رابطة محترفات كرة المضرب. أعلى تصنيف لها في الفردي كان المركز الـ 114 في سنة 2011. أعلى تصنيف لها في الزوجي كان المركز الـ 120 في سنة 2013.

## النهائيات

### الفردي
| الحصيلة | الرقم | التاريخ        | الدورة                | الأرضية | المنافس في النهائي | النتيجة     |
| الفوز   | 1.    | مارس 11, 2007  | هاميلتون، نيوزيلندا   | صلبة    | آنا سميث           | 6–3 7–5     |
| الفوز   | 2.    | يونيو 10, 2007 | طوكيو، اليابان        | صلبة    | شياكي أوكادو       | 6–3 2–6 6–3 |
| الوصافة | 3.    | مارس 28, 2009  | كوفو، اليابان         | صلبة    | ميساكي دوي         | 5–7 2–6     |
| الوصافة | 4.    | مايو 3, 2009   | باليكبابان، إندونيسيا | صلبة    | أيو فاني دامايانتي | 5–7 3–6     |
| الفوز   | 5.    | يونيو 14, 2009 | طوكيو، اليابان        | صلبة    | اريكا تاكاو        | 6–4 6–0     |

## روابط خارجية
- إريكا سما على موقع رابطة محترفات التنس (الإنجليزية)
- إريكا سما على موقع الاتحاد الدولي لكرة المضرب (الإنجليزية)
- إريكا سما على موقع خلاصة التنس.كوم (الإنجليزية)
- إريكا سما على موقع إي إس بي إن.كوم (الإنجليزية)